# Saint-Hilaire-en-Lignières
Saint-Hilaire-en-Lignières is een gemeente in het Franse departement Cher (regio Centre-Val de Loire) en telt 523 inwoners (1999). De plaats maakt deel uit van het arrondissement Saint-Amand-Montrond.

## Geografie
De oppervlakte van Saint-Hilaire-en-Lignières bedraagt 53,4 km², de bevolkingsdichtheid is 9,8 inwoners per km².
De onderstaande kaart toont de ligging van Saint-Hilaire-en-Lignières met de belangrijkste infrastructuur en aangrenzende gemeenten.

## Demografie
Onderstaande figuur toont het verloop van het inwonertal (bron: INSEE-tellingen).